# Isola di Stefansson
L'isola di Stefansson è una delle isole artiche canadesi situata nella provincia di Nunavut, in Canada ed ha un'estensione di 4.463 km², il che la rende la 128ª isola maggiore el mondo e la 27° del Canada. 
L'isola è stata chiamata come l'esploratore canadese Vilhjalmur Stefansson (1879-1962).
Le coste dell'isola si affacciano sul Canale Visconte Melville a nord e sul Canale McClintock ad est. Si trova molto vicina alla Penisola Stokerson dell'isola Victoria, da cui è separata dal canale di Goldsmith. La quota maggiore dell'isola è 290 metri.